# Bernard de Choisy
Bernard Boyer de Choisy, né le 17 janvier 1954, est un auteur, musicien et producteur français, qui a également été éditeur.

## Biographie

### Famille et vie privée
Bernard de Choisy est le gendre d'Albert Uderzo, l’un des deux créateurs d'Astérix, par son mariage en juin 1995 avec Sylvie Uderzo, fille unique du créateur du petit Gaulois, et directrice-générale des éditions Albert-René de 1992 à 2007. Il est le père de Christophe, Diane et Hugo Boyer de Choisy et le beau-père de Thomas Dorn. 

### Carrière
Diplômé en droit public, il est journaliste à La Vie française de 1977 à 1979. Pendant les années 80, il se consacrera à la musique en étant producteur et membre des groupes BEAU GESTE, ET PYRAMID. En 1988, il est producteur du projet SAMPAN - DERNIER MATIN D'ASIE qui réunit de Jane Birkin, Elli Medeiros, Julie Pietri, l'Affaire Luis Trio, Jean-Jacques Goldman, Desireless, etc. qui demeurera plus de trois mois dans le Top 50 des ventes de disques en France. Puis, à partir de 1988, il développe ses activités dans la communication.

#### Communication
Ses agences Eleuthera puis BB2C Conseils sont responsables du développement de la communication pour le compte des éditions Albert-René pendant près de vingt ans jusqu’en 2007 (film, licence, management, édition, etc.).
En 2005, il organise la sortie du 33e album des aventures d'Astérix le Gaulois à Bruxelles, en étant notamment commissaire de l’exposition qui s'y tient. La capitale bruxelloise est transformée en village gaulois. Une fresque Uderzo est inaugurée. La Grand Place est envahie. Une roller parade traverse la ville. Deux avions de Brussels Airlines sont baptisés: l'un à l'effigie d'Astérix, l'autre à celle d'Obélix. Tour et Taxis accueille la première exposition Astérix: Le monde Miroir d'Astérix...
Il crée avec Sylvie Uderzo les prix Albert-Uderzo.
Le conflit familial autour de la succession du père d'Astérix alimente la chronique, dont le dernier évènement est la parution de La Loi des seigneurs par Bernard de Choisy en avril 2014, qui raconte en détail la prise de contrôle par Hachette de la maison d'éditions familiales créée par Albert Uderzo en 1979.
Les retrouvailles familiales ont eu lieu dès mai 2014 à la demande d'Albert Uderzo qui demandera à sa fille et à son gendre de ne plus jamais parler du conflit. 

#### Producteur de cinéma
Depuis 2010, il préside la société Aeden films spécialisée dans la production de films pour le cinéma. Il a collaboré à deux longs métrages pour le compte d’Albert Uderzo :
- Astérix aux jeux olympiques (2008) : producteur associé.
- Astérix et les Vikings (2006) : coordinateur mandataire des éditions Albert-René.
- Uderzo, sur le divan d'Astérix (2023) : producteur du film documentaire pour Canal +, coauteur du scénario avec Sylvie Uderzo et Yannick Saillet.

#### Éditeur de bande dessinée
Il a géré les éditions Ifrane de 1994 à 2000, une maison d'édition spécialisée notamment dans la bande dessinée qui, en collaboration avec Marc Jallon, a entre autres publié des collectifs sur Jacques Chirac, Lionel Jospin, le Père Noël, ainsi que le catalogue Toutastérix.

## Publications
- Uderzo-Storix : l'aventure d'un Gallo-romain, Jean-Claude Lattès, octobre 1991.
- Avec Denis Clauteaux et Marc Jallon, Le Monde-miroir d'Astérix (exposition, Bruxelles, Tour et Taxis, 2005-2006), Éditions Albert-René, novembre 2005.
- La Loi des seigneurs, préface de Sylvie Uderzo, Michalon, avril 2014.